# Monardia relicta
Monardia relicta är en tvåvingeart som beskrevs av Jaschhof 2009. Monardia relicta ingår i släktet Monardia, och familjen gallmyggor. Arten har ej påträffats i Sverige.